# Hádek (Moravský kras)

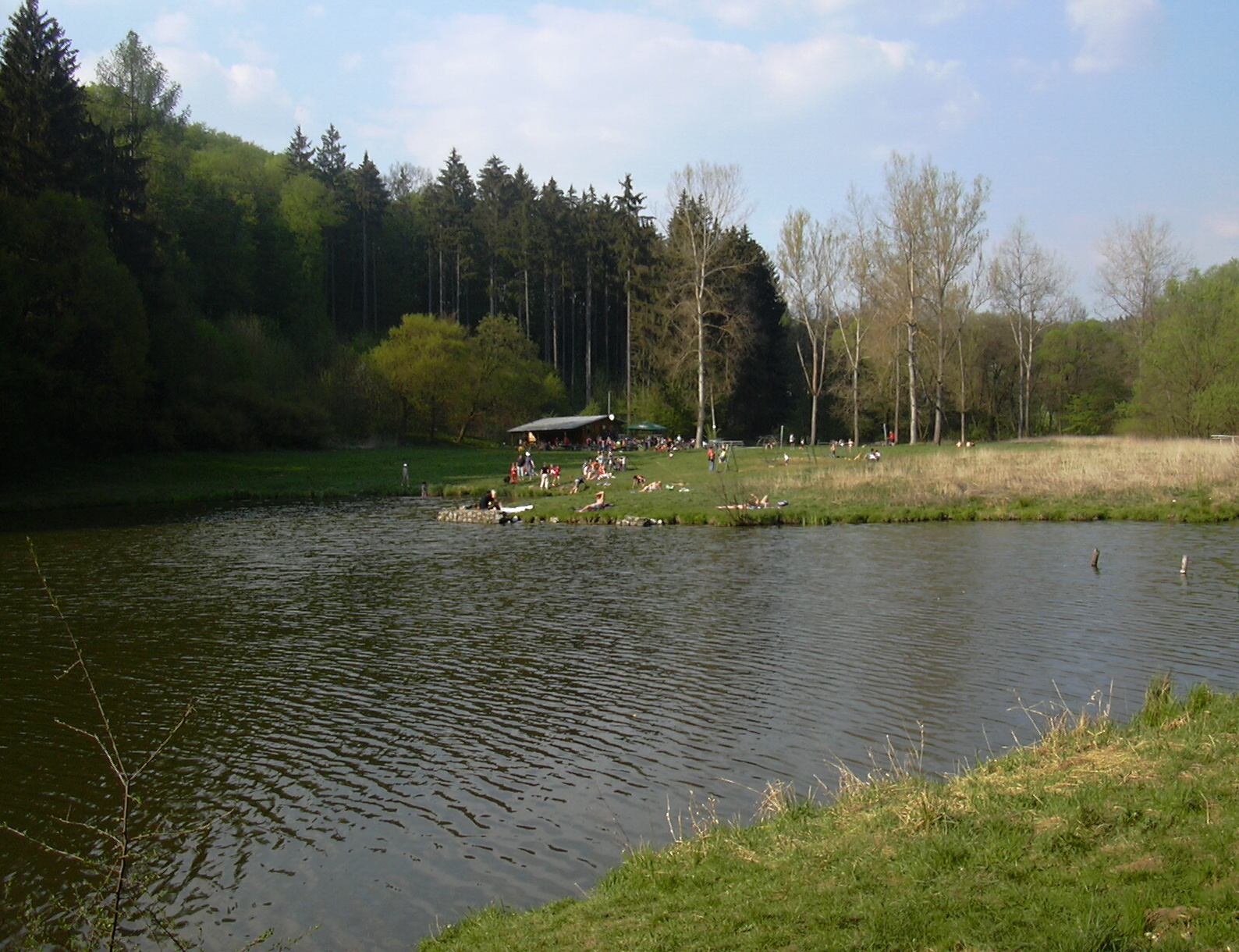
Rybník Pod Hádkem a countrysrub

Hádek je lokalita, která se nachází v údolí Říčky mezi Hostěnicemi a Ochozí u Brna na rozmezí Moravského krasu a přírodního parku Říčky.  Je po ní pojmenována rekreační osada v údolí Pod Hádkem, kterým protéká potok Říčka. Leží tady letní bufet zvaný countrysrub a nachází se zde vodní nádrž postavená v letech 1956–1957 podnikem Rekreační lesy města Brna.
Je zde také systém ponorů nazývající se Hádecké propadání. Zajímavý je první ponor, který za povodní na Hostěnickém potoce slouží jako vývěr (estavela). Zastávka naučné stezky Údolí Říčky.